# Pedro Pablo Dartnell
Pedro Pablo Dartnell Encina (Linares, 24 december 1874 – aldaar 26 september 1944) was een Chileens generaal en staatsman. Hij was van 23 januari tot 27 januari 1925 president van de Militaire Junta (d.w.z. staatshoofd).
Hij bezocht de militaire academie van Santiago. Op 15 januari 1891 studeerde hij af als tweede luitenant. Hij nam deel aan de Chileense Burgeroorlog (1891) aan de zijde van het Congres. Gedurende de burgeroorlog werd hij achtereenvolgens bevorderd tot eerste luitenant en kapitein. Na de oorlog studeerde hij civiele techniek aan de Universiteit van Chili. Tijdens de grote hervorming van het Chileense leger bezocht hij Europa om zich verder te bekwamen. 
In 1900 werd hij bevorderd tot majoor bij de Genie. Drie jaar later bereikte hij de rang van commandant der Genie. In 1905 werd hij toegevoegd aan de marine om dat legeronderdeel te helpen bij de bouw van fortificaties in de haven van Talcahuano. In 1910 ging hij wederom naar Europa en studeerde aan de Ècole de Guerre in Parijs (tot 1912). In Frankrijk raakte hij gefascineerd door de opkomende luchtmacht aldaar. Hij stelde een rapport op over zijn bevindingen met betrekking tot de Franse luchtmacht. Bij zijn terugkeer in Chili was hij betrokken bij de oprichting van de school voor de militaire luchtvaart (1913). Hiermee werd de basis gelegd voor de Chileense luchtmacht die in 1919 ontstond.

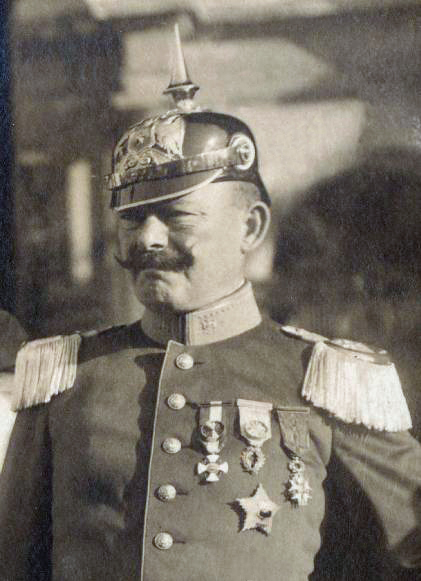
Pedro Pablo Dartnell (1874-1944)

Dartnell werd in 1914 bevorderd tot kolonel en werd benoemd tot het hoofd van de militaire telecommunicatie en aeronautisch inspecteur. In 1919 werd hij (de eerste) directeur van de Chileense luchtmacht en bereikte hij de rang van brigadegeneraal. Op 28 november 1924 werd hij benoemd tot inspecteur-generaal van het Chileense leger. Hij bleef dit tot 23 januari 1925. Op die datum was hij betrokken bij een staatsgreep die een einde maakte aan het militaire bewind van generaal Luis Altamirano Talavera. Dartnell werd president van de militaire junta die tot voornaamste taak had het burgerbestuur in Chili te herstellen. Op 27 januari trad hij af ten gunste van Emilio Bello Codesido, een burgerlijke politicus die waarnemend president van Chili werd. De junta werd op 20 maart 1925, na de terugkeer van de in 1924 afgezette president Arturo Alessandri Palma.
Pedro Dablo Darnell werd op 15 juni 1926 gepensioneerd. Op 14 januari 1926 trouwde hij met María Josefina Rosa Matte Amunátegui, dochter van de conservatieve oud-minister Ricardo Matte Pérez. Bij haar kreeg hij vier kinderen. In 1930 werd hij in de Senaat gekozen. Hij bleef senator tot 4 juni 1932, toen een staatsgreep leidde tot de stichting van de Socialistische Republiek Chili en de ontbinding van het parlement.
Hij overleed op 26 september 1944.

## Overzicht militaire carrière
- 15 januari 1891: tweede luitenant
- 1891: eerste luitenant
- 1891: kapitein
- januari 1900: majoor
- 1903: commandant
- 1914: kolonel
- 1919: brigadegeneraal

## Onderscheidingen
- Commandant Orden de Isabel La Católica y Gran Cruz al Mérito Militar (Spanje)
- Grootofficier L'Ordine della Corona D'Italia (Italië)
- Officier Ordre national de la Légion d'honneur (Frankrijk)
- Officier Kroonorde (België)